# James Robertson (photographe)
Pour les articles homonymes, voir James Robertson (homonymie) et Robertson.
James Robertson (né en 1813 dans le Middlesex; mort le 18 avril 1888 à Yokohama) est un graveur de gemmes (en), un médailleur et un photographe britannique. Ce fut l'un des premiers photographes de guerre.

## Biographie
James Robertson étudia la gravure, probablement avec William Wyon et en 1843, il obtint du travail à Constantinople, où il sera le graveur en chef de la monnaie impériale pendant plus de 40 ans. On considère que c'est lors de son séjour dans l'Empire ottoman qu'il se mit à s'intéresser à la photographie.
En 1853, James Robertson se mit à photographier avec Felice Beato, dans une association qui prit le nom de Robertson & Beato, soit en 1853, soit en 1854 quand James Robertson ouvrit un studio à Pera. Ils furent bientôt rejoints par le frère de Felice Beato, Antonio et organisèrent des expéditions en Grèce, à Malte et à Jérusalem. On consière que le Co. de Robertson, Beato and Co.
En 1854 ou 1855, James Robertson épousa Leonilda Maria Matilda Beato, qui lui donnera trois filles.
Sur les pas de Roger Fenton, James Robertson effectuera plus de 150 clichés de la guerre de Crimée.
Certaines sources suggèrent que James Robertson accompagne Felice Beato en Inde lors de la révolte des cipayes, mais il est plus probable que Felice Beato y soit allé seul.
En 1860, après le départ de Felice Beato pour couvrir en Chine la seconde guerre de l'opium et celui d'Antonio pour l'Égypte, James Robertson s'associa brièvement avec Charles Shepherd.

## Techniques utilisées
- le négatif sur verre au collodion
- tirage sur papier salé[5]

## Quelques photos

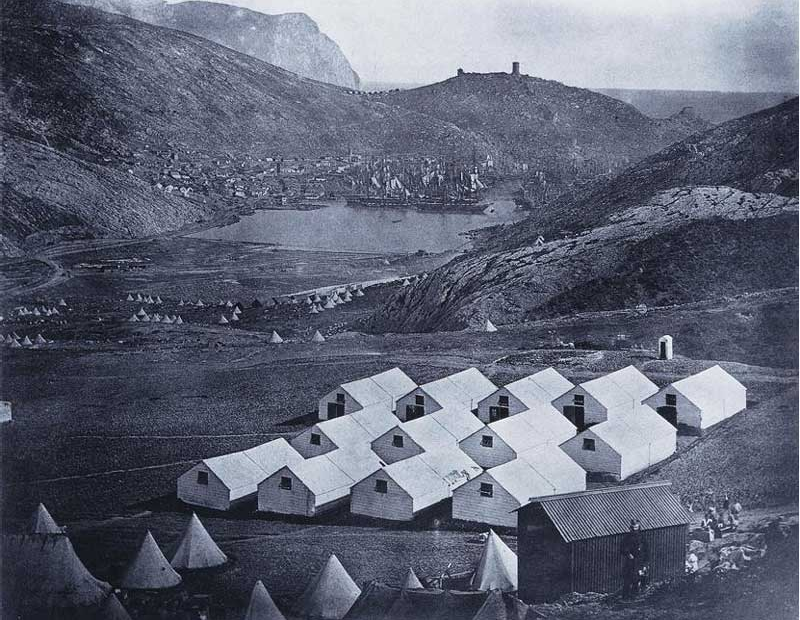
le camp de Balaklava lors de la guerre de Crimée.
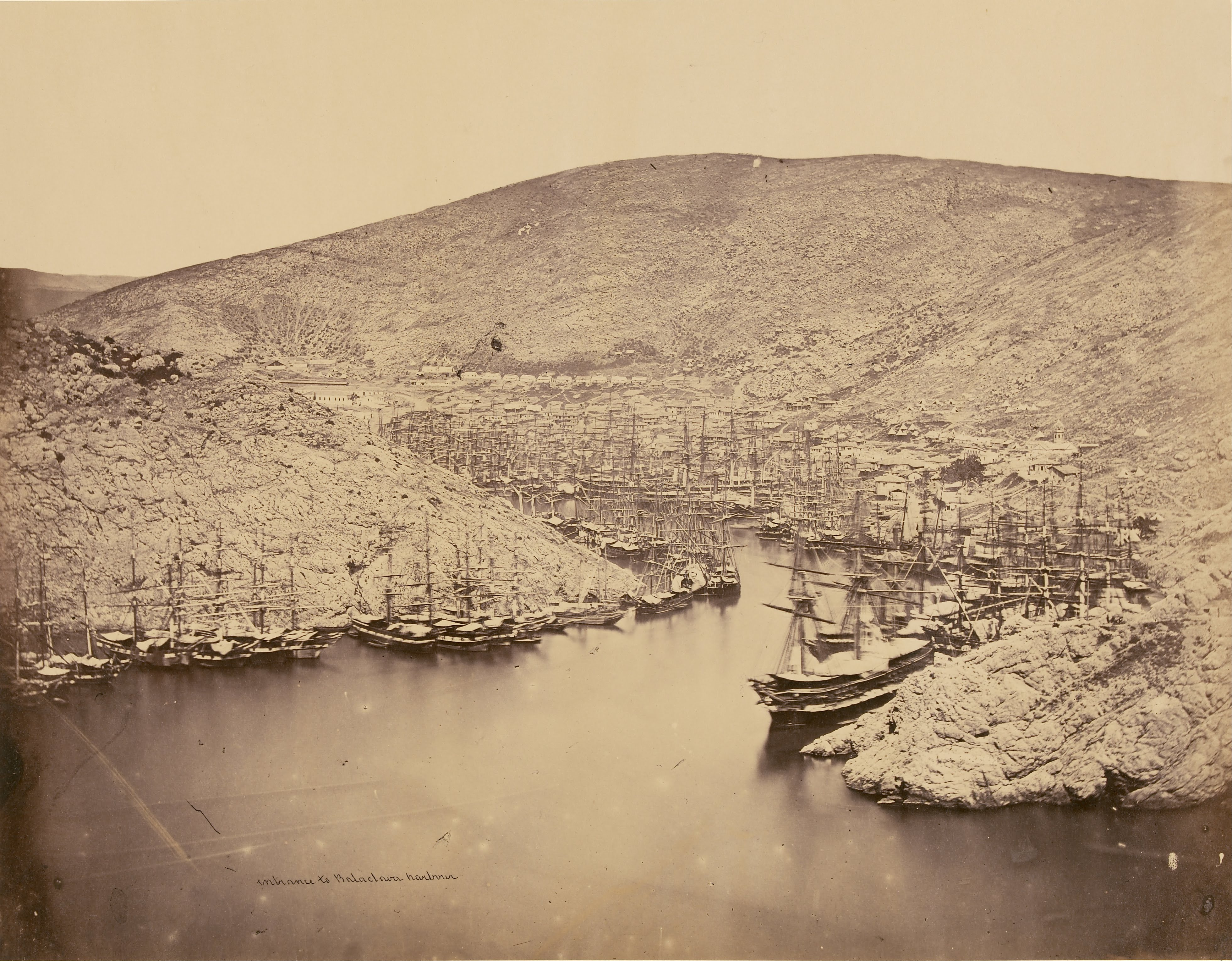
Entrée du port de Balaklava
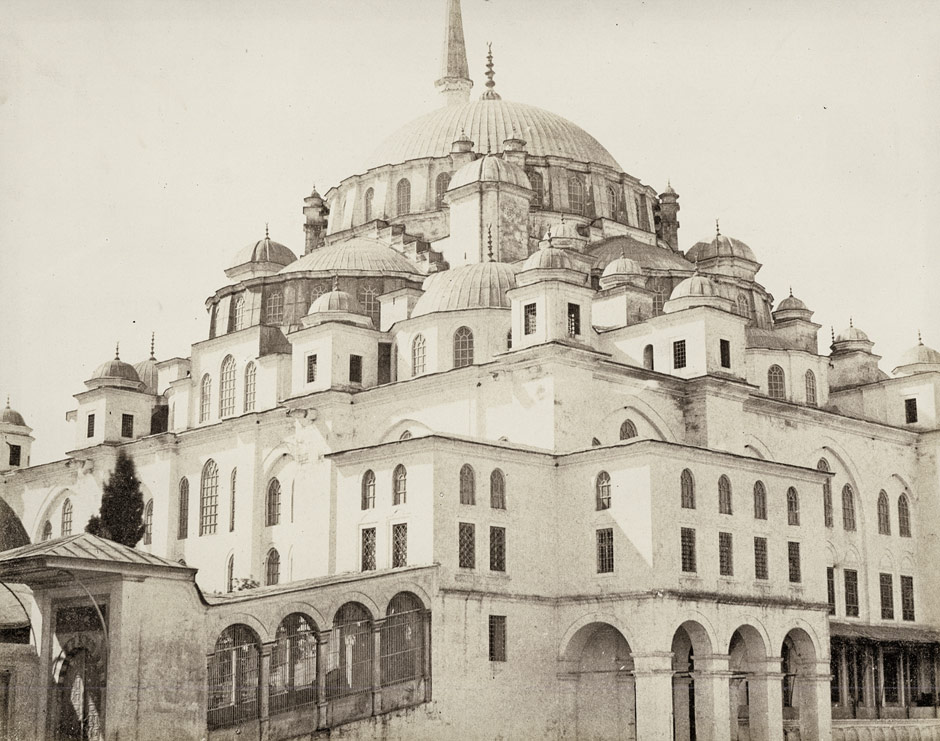
La mosquée Fatih.
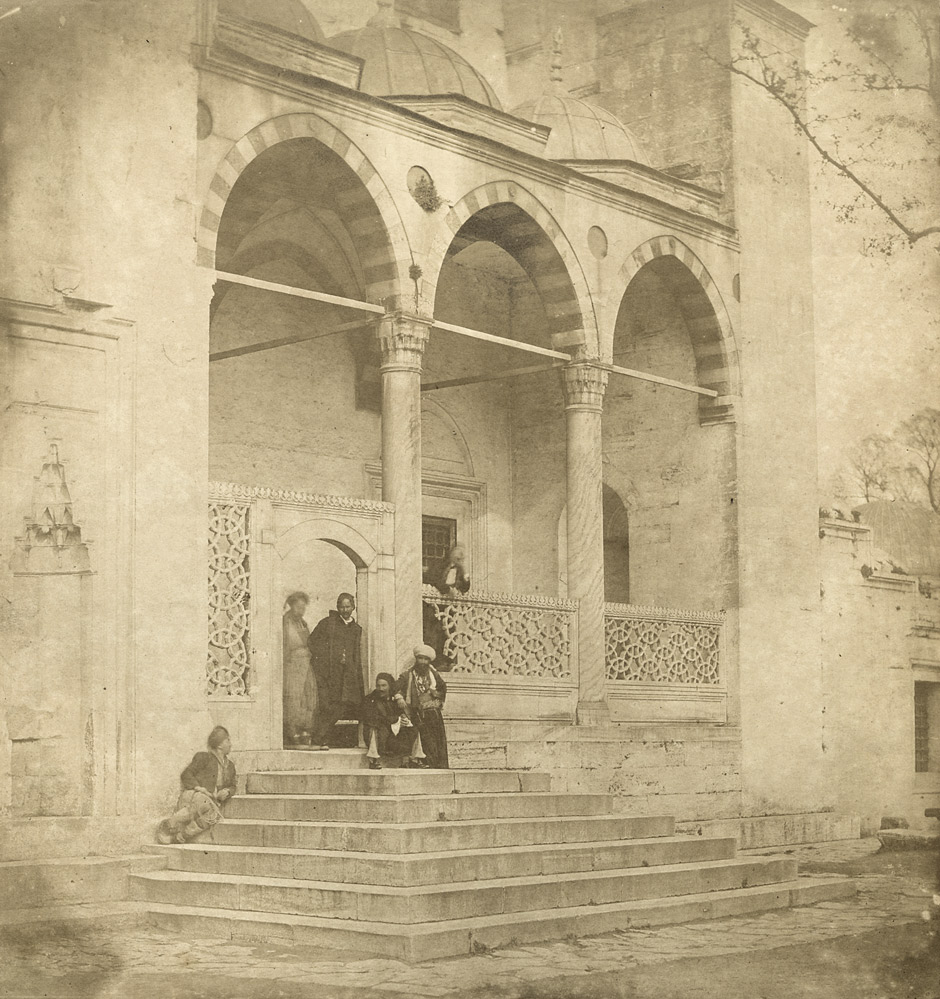
Entrée de la mosquée Süleymaniye vers 1853.
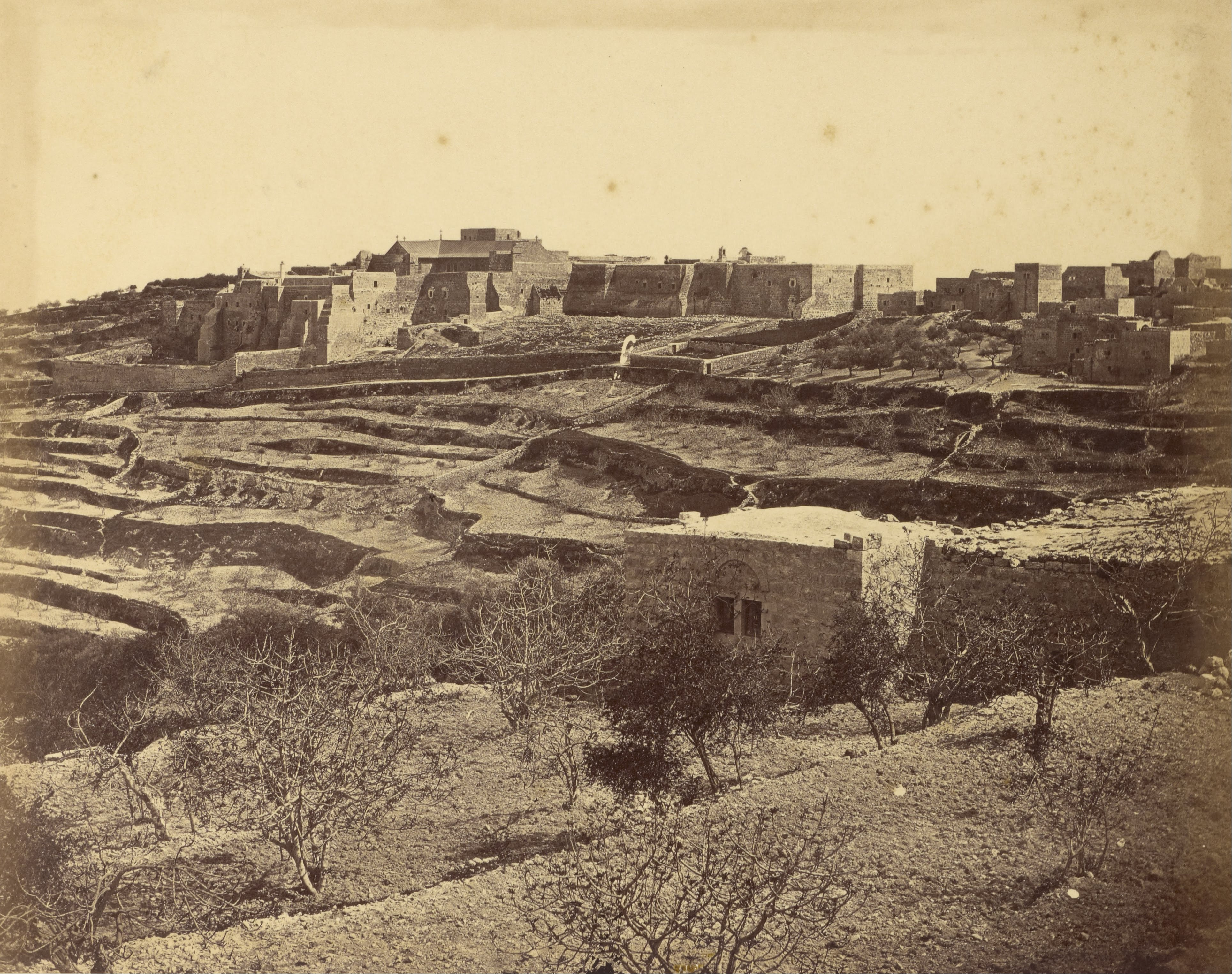
Bethléem en 1857.
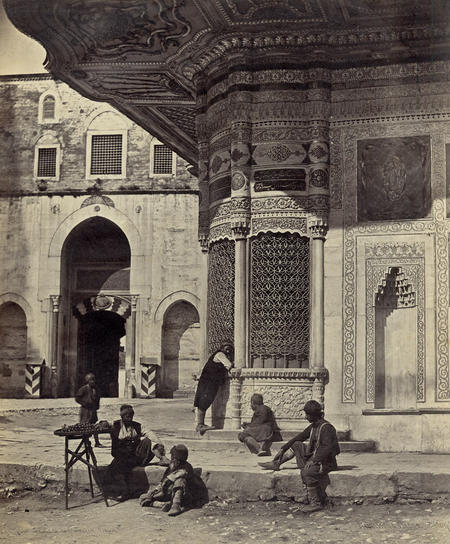
Porte impériale de l'ancien Sérail, 1854